# Simon Bedford
Simon Bedford (ur. 8 lutego 1976 w Bradford, hrabstwo West Yorkshire, Anglia) – angielski snookerzysta.

## Kariera zawodowa
Simon Bedford w gronie profesjonalistów grywa od 1995 roku.
Największym osiągnięciem tego zawodnika w jego profesjonalnej karierze jest udział w fazie zasadniczej mistrzostw świata 1998. Przegrał wówczas już w pierwszej rundzie ze Steve’em Davisem 6-10.
W późniejszych latach awansował także do fazy telewizyjnej turniejów European Open 2004 i Grand Prix 2008. W turniejach tych kończył swój udział także już na pierwszej rundzie.